# Albalate de las Nogueras
Albalate de las Nogueras település Spanyolországban, Cuenca tartományban. Albalate de las Nogueras Arrancacepas, Cañamares, Cañaveras, La Frontera, Cuenca, Villaconejos de Trabaque, Sotorribas és Torralba községekkel határos. Lakosainak száma 271 fő (2024).

## Népesség
A település lakosságának változását az alábbi diagram mutatja:
| Lakosok száma | 368  | 365  | 317  | 296  | 299  | 288  | 276  | 253  | 256  | 271  |
|               | 2001 | 2004 | 2006 | 2009 | 2011 | 2014 | 2016 | 2019 | 2021 | 2024 |